# Punk-O-Rama 8
Punk-O-Rama 8 is het achtste compilatiealbum uit de Punk-O-Rama-reeks van Epitaph Records. Het album werd uitgegeven op 20 mei 2003 en is het enige album uit de reeks dat twee cd's bevat. De twee albums die hierna komen bevatten een cd en een dvd.
Er staan twee versies van het nummer "Quick Death" op dit album. Het eerste is de oorspronkelijke versie van Transplants, en de tweede is een remix van Error.

## Nummers
Eerste cd
1. "I Am a Revenant" - The Distillers
2. "Don't Call It a Comeback" - Motion City Soundtrack
3. "Trusty Chords" - Hot Water Music
4. "As Wicked" - Rancid
5. "New Day" - The Bouncing Souls
6. "The Greatest Fall (Of All Time)" - Matchbook Romance
7. "The Idiots Are Taking Over" - NOFX
8. "Who We Are" - Bad Religion
9. "Trapped In" - Division of Laura Lee
10. "Sink Venice" - Ikara Colt
11. "Sweating Blood" - F-Minus
12. "Makeshift Patriot" - Sage Francis
13. "A New Morning, Changing Weather" - The (International) Noise Conspiracy
14. "Welfare Problems" - Randy
15. "Thickfreakness" - The Black Keys
16. "Wasted Words" - Death by Stereo

De Europese versie bevat niet het nummer "Wasted Words" (laatste track), maar in plaats daarvan wel enkele extra nummers:
- Daddy's Little Defect - Sugarcult
- Wish - Beatsteaks
- The Struggle Continues - Looptroop

Tweede cd
1. "Unstoppable" - Death by Stereo
2. "Coup d'Etat" - Refused
3. "Holiday in the Sun" - Pennywise
4. "Gonna Be a Blackout Tonight" - Dropkick Murphys
5. "Quick Death" - Transplants
6. "Bird Sings Why the Caged I Knows" - Atmosphere
7. "Train of Flesh" - Turbonegro
8. "Incorporeal" - Tiger Army
9. "Bowmore" - Millencolin
10. "The Ocean Song" - Pulley
11. "Contribution" - Guttermouth
12. "Warpath" - Bombshell Rocks
13. "Get This Right!" - Raised Fist
14. "Lose Another Friend" - No Fun at All
15. "Roll Around" - U.S. Bombs
16. "Shattered Faith" - Bad Religion
17. "Quick Death [Remix]" - Error